# The Empty Chair
The Empty Chair ist ein vom britischen Musiker Sting interpretiertes Lied aus dem Jahr 2016. Das Lied wurde von Sting und J. Ralph geschrieben und ist Teil des Dokumentarfilms Jim Foley – Realität des Terrors, der die Entführung und Tötung des US-amerikanischen Journalisten James Foley durch den Islamischen Staat thematisiert.
Für sein Studioalbum 57th & 9th nahm Sting eine eigene Version auf, in der er anstatt auf einem Klavier auf einer Gitarre spielt. Diese spielte er am 12. November 2016 im Bataclan in Paris, um der Terroranschläge am 13. November 2015 zu gedenken.

## Entstehung
J. Ralph traf während der Entstehung des Filmes den Regisseur Brian Oakes durch einen Freund und sah den ersten Schnitt des Filmes, woraufhin er die Musik zum Lied komponierte. Er kontaktierte Sting und bat ihn, den Text dazu zu schreiben, Sting jedoch wusste nicht, ob er das könne, und habe nach J. Ralphs Anfrage zuerst abgelehnt.

“The stakes are higher when you’re writing about a person who really existed, a person with family and friends you want to honor.”

„Die Messlatte ist hoch, wenn man über eine Person schreibt, die wirklich existierte, eine Person mit Familie und Freunden, die du ehren willst.“

Als Sting am Abend Zuhause mit seiner Familie am Essenstisch saß, bekam er die Idee des „Empty Chairs“ (deutsch: „leerer Stuhl“), und er fragte sich, wie es sei, wenn jemand am Tisch fehlen würde. Daraufhin schrieb er den Text des Liedes ziemlich schnell.
Sting hat zusätzlich mit der Familie Foleys Inhalte für das Lied gesammelt und es ihr nach der Fertigstellung vorgestellt.

## Auszeichnungen
Das Lied wurde bei der Oscarverleihung 2017 in der Kategorie Bester Song nominiert, konnte sich gegen City of Stars aus dem Filmmusical La La Land jedoch nicht durchsetzen. Sting wurde zuvor bereits dreimal, J. Ralph bereits zweimal für einen Oscar in dieser Kategorie nominiert. Für Ralph bedeutete die Nominierung, vor allem mehr Aufmerksamkeit auf den Film zu lenken.